# Cmentarz żydowski w Mogilnie
Cmentarz żydowski w Mogilnie – kirkut znajduje się przy ul. Adama Mickiewicza. Powstał w XIX wieku. Zajmował powierzchnię 0,2 ha. Podczas II wojny światowej uległ dewastacji. Nie zachowały się żadne macewy. Obecnie na jego terenie stoją bloki mieszkalne. 